# فلتره
فلتره (به ایتالیایی: Feltre) یک کومونه در ایتالیا است که در استان بلونو واقع شده‌است.

## خصوصیات
فلتره ۱۰۰ کیلومترمربع مساحت و ۲۰٬۵۶۰ نفر جمعیت دارد و ۳۲۵ متر بالاتر از سطح دریا واقع شده‌است.

## خواهرخوانده
شهرهای Bagnols-sur-Cèze، بروانفلز، اکلو، کیشکونفیلگهزا، دودلانژ، کولونیا دل ساکرامنتو، کارکایکسنت و نیوبوری، برکشر خواهرخوانده‌های فلتره هستند.

## نگارخانه

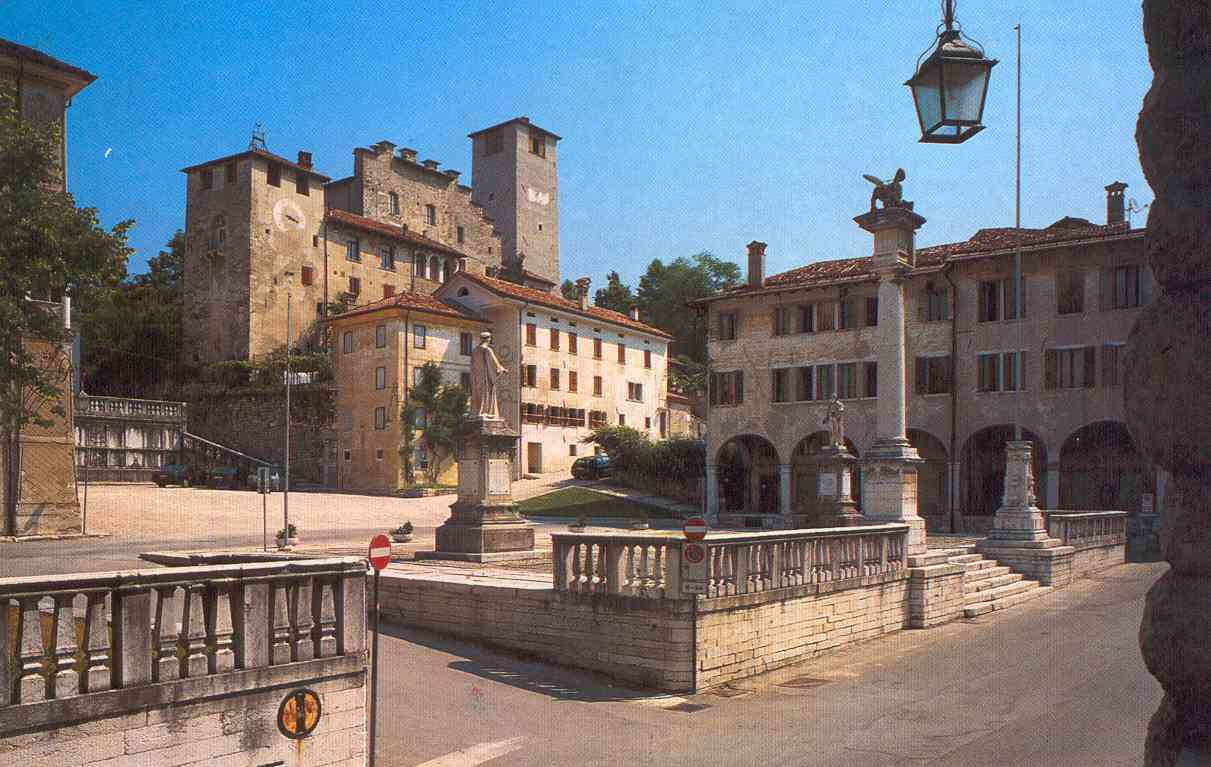
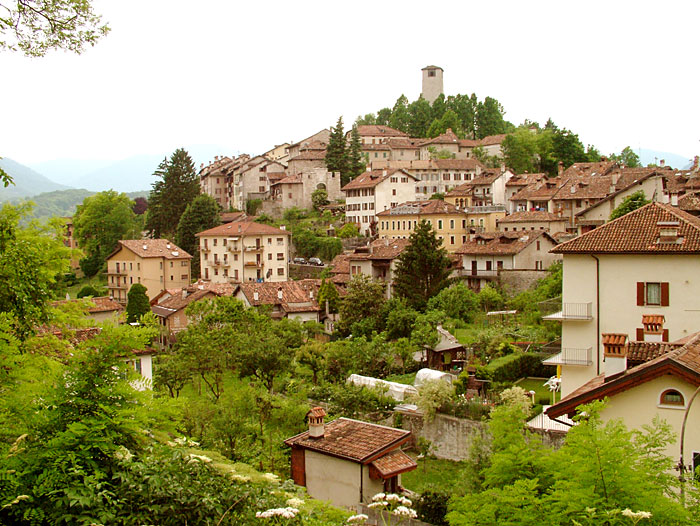
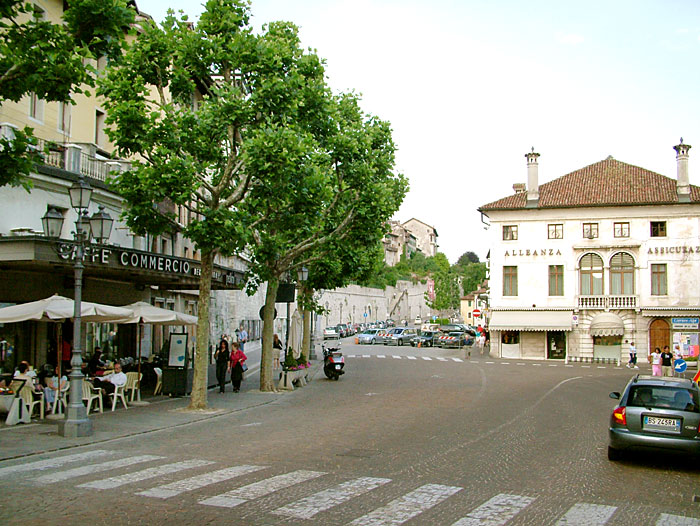
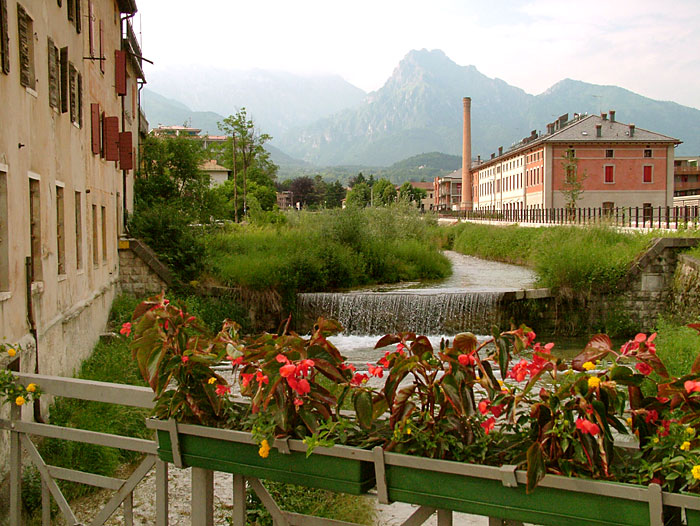